# Jérôme Cousin
Jérôme Cousin (* 5. Juni 1989 in Saint-Sébastien-sur-Loire) ist ein ehemaliger französischer Radrennfahrer.

## Karriere
Jérôme Cousin gewann 2007 bei der Bahnrad-Europameisterschaft in Cottbus jeweils die Silbermedaille in der Mannschafts- und in der Einerverfolgung der Juniorenklasse. Bei der französischen Meisterschaft wurde er Erster in der Einerverfolgung der Junioren. Im Jahr darauf gewann er bei der Europameisterschaft die Silbermedaille in der Einerverfolgung der U23-Klasse. Außerdem war er zusammen mit Damien Gaudin bei den Trois Jours d’Aigle erfolgreich. Bei der nationalen Meisterschaft 2008 wurde er französischer Meister in der Mannschaftsverfolgung der Eliteklasse und in der Einerverfolgung der U23-Klasse. 2009 konnte er beide Titel verteidigen.
Ab 2010 verlegte Cousin seinen sportlichen Schwerpunkt auf die Straße. Im selben Jahr gewann er eine Etappe der Ronde de l’Isard. 2012 entschied er die Tour de Normandie für sich. Jeweils eine Etappe gewann er bei der Rhône-Alpes Isère Tour (2012) und beim Étoile de Bessèges (2013). 2018 gewann er eine Etappe von Paris–Nizza.
Nach Ablauf der Saison 2021 beendete Cousin seine Radsportkarriere.

## Erfolge
2007
- Europameisterschaft – Einerverfolgung (Junioren)
- Europameisterschaft – Mannschaftsverfolgung (Junioren) mit Rémi Badoc, Julien Duval und Nicolas Giulia
- Französischer Meister – Einerverfolgung (Junioren)

2008
- Europameisterschaft – Einerverfolgung (U23)
- Trois Jours d’Aigle mit Damien Gaudin
- Französischer Meister – Mannschaftsverfolgung mit Damien Gaudin, Fabrice Jeandesboz und Sébastien Turgot
- Französischer Meister – Einerverfolgung (U23)

2009
- Französischer Meister – Mannschaftsverfolgung mit Damien Gaudin, Bryan Nauleau und Angélo Tulik
- Französischer Meister – Einerverfolgung (U23)

2010
- eine Etappe Ronde de l’Isard

2012
- Gesamtwertung und eine Etappe Tour de Normandie
- eine Etappe Rhône-Alpes Isère Tour

2013
- eine Etappe Étoile de Bessèges

2018
- eine Etappe Paris–Nizza

## Grand-Tour-Platzierungen
| Grand Tour            | 2013 | 2014 | 2015 | 2016 | 2017 | 2018 | 2019 | 2020 | 2021 |
| --------------------- | ---- | ---- | ---- | ---- | ---- | ---- | ---- | ---- | ---- |
| Giro d’ItaliaGiro     | –    | –    | –    | –    | –    | –    | –    | –    | –    |
| Tour de FranceTour    | 156  | –    | –    | 121  | –    | 93   | –    | DNF  | –    |
| Vuelta a EspañaVuelta | –    | 78   | 73   | 129  | –    | –    | –    | –    | –    |